# Personaggi di Legion
La seguente è una lista dei personaggi della prima e della seconda stagione della serie televisiva statunitense Legion.

## Protagonisti

### David Charles Haller (Legione)
David Haller è uno tra i più potenti mutanti esistenti, classificato come livello omega. 
È il protagonista della serie. Figlio del leader degli X-Men, Charles Xavier, fu dato in adozione alla famiglia Haller per nasconderlo dal parassita mutante noto come Shadow King. Il parassita però lo trovò comunque, tormentandolo da quando era piccolo. Con il tempo le manifestazioni dei suoi poteri furono spacciate per schizofrenia e David fu ricoverato al Clockworks psychiatric hospital. Viene trovato anni dopo dal team di mutanti capeggiato da Melanie Bird, che gli mostra la sua vera natura. È innamorato di Sidney Barrett, una ragazza arrivata al manicomio molto tempo dopo di lui, e che si rivela essere a sua volta una mutante. I poteri di David sono pressoché illimitati, ma riesce a prenderne il quasi totale controllo solo durante gli eventi della seconda stagione, durante la quale scopre di essere affetto da schizofrenia contrariamente a quanto dettogli dai mutanti a Summerland, che credevano che la sua malattia fosse solamente una manifestazione dei suoi poteri.
. È interpretato da Dan Stevens e doppiato in italiano da Francesco Pezzulli.

### Sidney "Syd" Barrett
Sidney Barrett è la protagonista femminile della serie tv ed è la fidanzata di David. È una mutante in grado di scambiarsi di corpo con un'altra persona al tocco.
Conosce David al Clockworks e attira subito l'attenzione dell'uomo. Con il tempo David e Syd sviluppano un profondo rapporto d'amore. Il giorno in cui Sidney viene dimessa, David non resiste e la bacia, causando involontariamente uno scambio di corpo che porterà Sidney a venire presa da Melanie al posto di David. La ragazza farà di tutto per trovarlo e successivamente per liberarlo dalla prigionia alla Divisione 3, un'associazione paramilitare che si occupa dei mutanti. È interpretata da Rachel Keller e doppiata in italiano da Francesca Manicone.

### Melanie Bird
Melanie Bird è la leader del team di mutanti che risiede a Summerland. Cerca di trovare David, che ritiene la soluzione al conflitto con la Divisione 3. È interpretata da Jean Smart e doppiata in italiano da Aurora Cancian.

### Cary e Kerry Loudermilk
Cary e Kerry Loudermilk sono due mutanti che condividono la mutazione e il corpo. Il primo è un brillante scienziato, costruisce nel corso della serie vari e sofisticati macchinari che aiutano David a gestire il suo potere e, insieme con Oliver Bird, brevetterà una macchina in grado di estirpare Shadow King dalla mente dell'uomo. È interpretato da Bill Irwin e doppiato in italiano da Franco Mannella. 
La seconda è un'eccezionale combattente affetta dalla sindrome di Savant. Il suo carattere è duro e impulsivo e nel corso della seconda stagione rivela di saper utilizzare alla perfezione il bastone da combattimento.
È interpretata da Amber Midthunder e doppiata in italiano da Joy Salterelli.
Lavorano nel team di Melanie Bird.

### Ptonomy Wallace
Ptonomy Wallace è un mutante in grado di ricordare qualsiasi cosa da prima della nascita. La sua mutazione gli consente inoltre di vedere i ricordi degli altri. Si rivela molto importante quando riesce a scoprire i ricordi più nascosti di David. Lavora nel team di Melanie Bird. È interpretato da Jeremie Harris e doppiato in italiano da Luca Mannocci. 

### Clark DeBussy
Clark DeBussy è un uomo che lavora per la divisione 3. Inizialmente interrogatore di David per la sua associazione, viene in seguito convinto da quest'ultimo che mutanti e umani possono coesistere. Diventa un personaggio ricorrente nella seconda stagione e collabora con i mutanti (ormai entrati nella divisione 3), pur conservando i suoi sospetti sul comportamento di David. È interpretato da Hamish Linklater.

## Antagonisti

### Amahl Farouk (Shadow King)
Amahl Farouk è un potente parassita mutante. Molto tempo prima degli eventi narrati nella serie, Farouk fu sconfitto da Charles Xavier durante uno scontro telepatico e il suo corpo morì, per poi venire trovato e nascosto in un labirinto nei sotterranei di un monastero dell'ordine di monaci noti come Mi-Go. La sua mente, però, è fuggita alla ricerca di David e si è nutrita dei suoi poteri con lo scopo di diventare così forte da vendicarsi del suo acerrimo nemico.
Shadow King si manifesta nella mente di David in diversi modi, tra i quali un sinistro manichino, un demone dagli occhi gialli e persino un cane (di nome King). Dopo la morte di Lenny Busker, amica di David al Clockworks, incomincerà a usare anche l'immagine di quest'ultima per tormentare l'uomo.
Alla fine della prima stagione si separa dalla mente di David e si impossessa del corpo di Oliver Bird, marito di Melanie da poco tornato dal piano astrale, che userà per andare alla ricerca del suo vero corpo (nascosto dai monaci Mi-Go).
Dopo essersi nutrito dei poteri di David, Farouk ha sviluppato a sua volta poteri illimitati, identici a quelli del ragazzo. È interpretato da Navid Neghaban.

### Walter (The eye)
Walter è un mutante che lavora per la divisione 3. Il suo potere gli consente di creare potenti illusioni. È interpretato da Mackenzie Gray.

### Demoni del tempo
I demoni del tempo sono delle creature che albergano nel tunnel temporale percorso da switch. Se la mutante torna troppo indietro nel tempo, causa il loro ingresso nella realtà. Sono estremamente potenti e sono in grado di sgretolare il continuum spaziotemporale. Solo esseri come Farouk e David sono riusciti a batterli. Il loro aspetto è indefinito e la loro presenza può essere avvertita solo dai loro grandi occhi fosforescenti.

## Altri personaggi

### Oliver Bird
Oliver Bird è il marito di Melanie Bird. Oliver e Melanie crearono insieme Summerland, un rifugio per ogni mutante. Alla fine della prima stagione Shadow King prende possesso del suo corpo. È interpretato da Jemaine Clement.

### Lenny Busker
Lenny Busker è un'amica tossicodipendente di David, ricoverata inizialmente nel medesimo manicomio dell'uomo. All'inizio della prima stagione Lenny viene uccisa da Sidney nel corpo di David e la sua mente viene utilizzata da Farouk per tormentare David. Nella seconda stagione Lenny appare impaziente di liberarsi dall'influenza del parassita e di tornare alla sua vita, perciò Farouk le procura un nuovo corpo, che David scoprirà con orrore essere quello della sorella Amy, uccisa e trasmutata dal parassita. Lenny decide poi di aiutare David a battere il re delle ombre, come suggeritole dalle visioni della defunta sorella dell'uomo. 
È interpretata da Aubrey Plaza e doppiata in italiano da Domitilla D'amico.

### Amy Haller
Amy è la sorella maggiore di David, a cui lui è molto legato. È interpretata da Katie Aselton.

### Switch
Switch è una mutante capace di viaggiare nel tempo , apparsa per la prima volta nella terza stagione. Per compiere viaggi nel tempo, Switch attraversa un corridoio temporale, al quale accede aprendo delle porte nel presente. Contattata da David per la sua abilità, Switch deciderà alla fine di aiutarlo nei suoi scopi.
È interpretata da Lauren Tsai.